# 茉依
茉依（まい、2000年6月27日 - ）は、日本の女優。神奈川県出身。ピンナップスアーティスト所属。166cm、A型。趣味はボートレース、ドライブ、旅行、日本酒、犬と遊ぶ事。

## 出演

### ドラマ
2017
- 日本テレビ「先に生まれただけの僕」伊藤夏希役

2020
- フジテレビ/FOD「シックスティーン症候群」ひとみ役

2021
- テレビ東京「おじさまと猫」鈴原役

2023
- フジテレビ「ウソ婚」

2024
- 日本テレビ「潜入兄弟」4話

### TV
2021
- テレビ朝日「全力坂」（質屋坂・なそい坂）

2022
- テレビ朝日「あざとくて何が悪いの?」あざと連ドラ第1話
- 日本テレビ「ゼロイチ」内コーナー（マッチングテスト）

2023
- テレビ朝日「あざとくて何が悪いの?」あざと連ドラ第7弾「あざといタイプAtoZ」第2話

2024
- BSフジ「ハートビートボート＋」（7月21日、11月3日）

2025
- BSフジ「ハートビートボート＋」（1月5日）

### WEB
2023
- ボートレース平和島「こんせいそんのスタジオ生放送」

2024
- ボートレース平和島「こんせいそんのスタジオ生放送」
- YouTube「佐久間宣行のNOBROCK TV」

2025
- ボートレース尼崎「G1尼崎センプルカップ」

### 舞台
2019
- 「清らかな水のように ～私たちの1945～」下地好江役（Aチーム）

2021
- 2.5次元ダンスライブ ツキステGirl's Side MEGASTA.「FIRST DREAM-あなたとみるはじめてのゆめ-」Fluna 如月愛役

2022
- 2.5次元ダンスライブ ツキステGirl's Side MEGASTA.Episode2「Goodbye my dear frenemy」Fluna 如月愛役
- FULLFLASH Produce Stage vol.1「卒業」星野こずえ役

2023
- 月の終わりと始まりはシアター#7『11月の聖誕祭』

2024
- 劇団バルスキッチン 第39回公演『歌舞伎町ホーリーナイト』

### MV
- RADWIMPS「大丈夫」
- 鈴木このみ「Glorious Day」MV 石川ゆま役
- u named (radica) 「ラブソング」

### その他
- 2018ｰ2019 カンコー委員会 一期生
- 2021 青山ウエディング親善大使（グランプリ）